# Heilige Berge in China

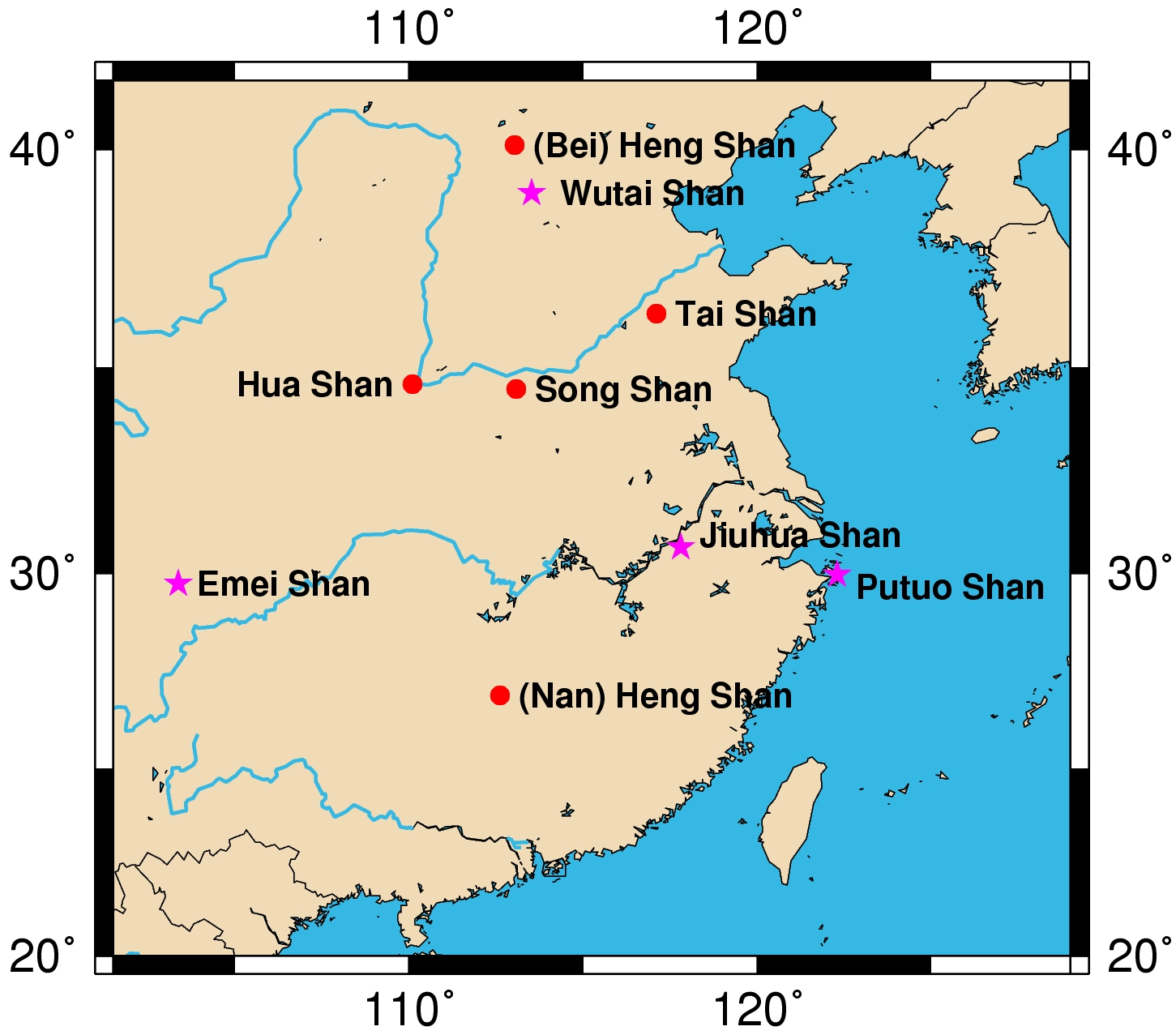
Lage der neun Heiligen Berge

Seit Jahrtausenden spielen in der chinesischen Kultur Heilige Berge (chinesisch 聖山 / 圣山, Pinyin Shèngshān) eine Rolle.

## Bergchroniken und Berglisten
Der Berg (山,  shān) bzw. das Gebirge (山,  shān bzw. 山脈 / 山脉,  shānmài) gilt seit der chinesischen Antike als kosmologisches Grundelement. Im Buch der Wandlungen, dem Yijing, bezeichnet sein Trigramm (卦,  Guà)  den Bund von Himmel und Erde und steht für grundlegende Charaktereigenschaften wie Aufrichtigkeit, Geduld und Ausdauer.
Das Schriftzeichen „聖 / 圣,  shèng“ wird mit „heilig“, aber auch „weise“ übersetzt. In künstlerischen Darstellungen steht ein Berg umgeben von Nebengipfeln für den Idealtypus einer Persönlichkeit von Verantwortung und sozialem Status, ein einzelner Berg für den Einsiedler als Mönch oder Philosoph.
Bergchroniken, die Shanzhi (山志,  Shānzhì), wurden etwa seit der Tang-Zeit zusammengestellt und herausgegeben. Es gibt zahlreiche tradierte Gruppen heiliger oder denkwürdiger Berge, unter denen insgesamt neun heilige Berge die wichtigsten sind: Die fünf heiligen Berge des Daoismus und die vier heiligen Berge des Buddhismus. Die Zahl Neun ist in der chinesischen Universalreligion als heilige Zahl von großer Bedeutung.
Diese Heiligen Berge spielten als Zentren dieser Traditionen auch eine Rolle im alten Staatskultwesen. Sie sind seit Jahrhunderten Pilgerziele und ziehen noch heute große Mengen von Besuchern an. Der chinesische Ausdruck für Pilgerreise (朝聖 / 朝圣,  cháoshèng) ist eine Abkürzung des Ausdrucks „朝拜聖山 / 朝拜圣山,  cháobài shèngshān“, was so viel bedeutet wie „einem heiligen Berg seine Reverenz erweisen“.

## Der Huang Shan

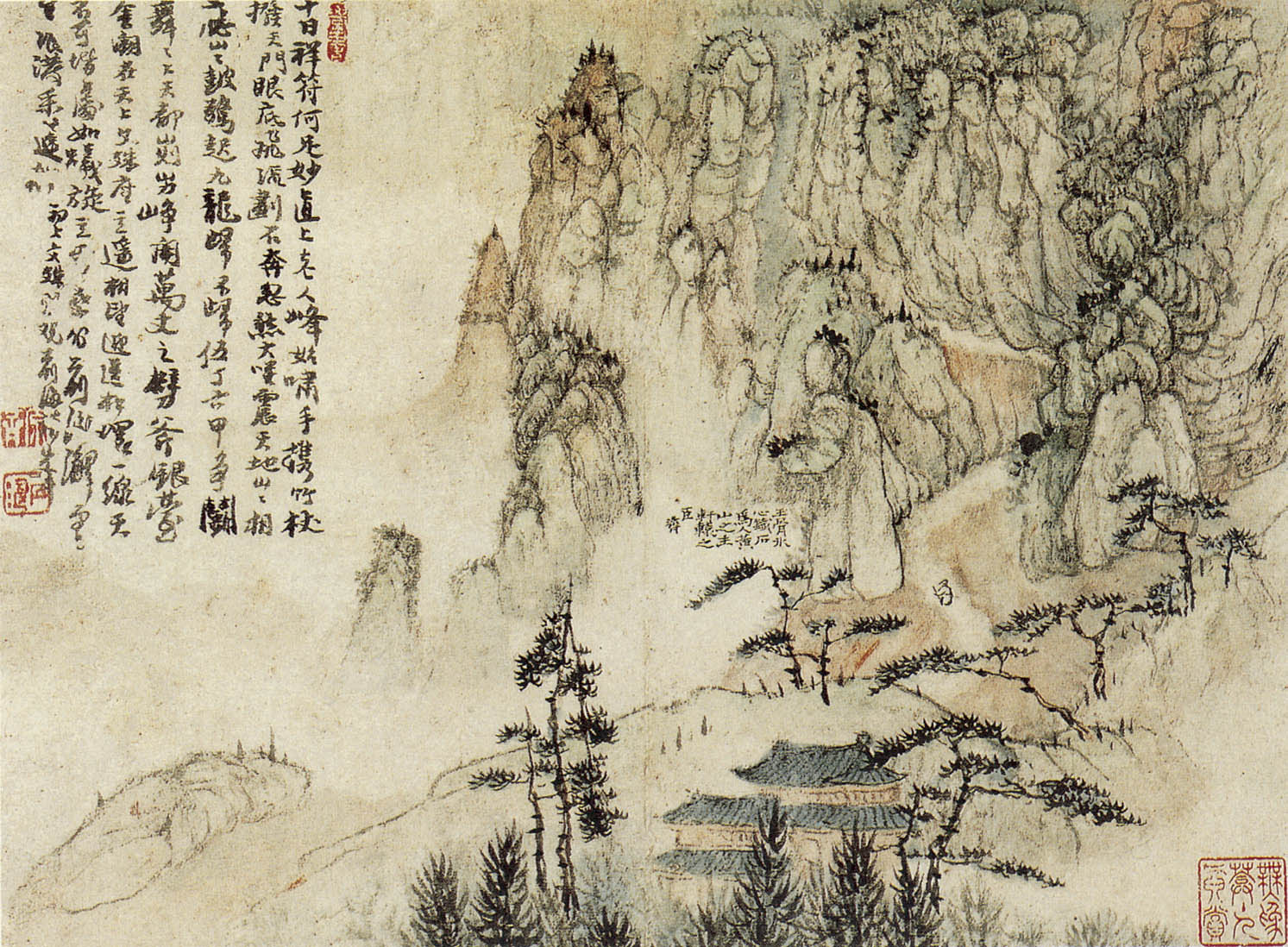
Shitao, 黄山图, Tusche auf Papier, um 1670, Palastmuseum Peking

Der Huang Shan (黃山 / 黄山 – „Gelber Berg“, ursprünglich 黟山,  Yī Shān – „Schwarzer Berg, aufgrund der dunklen Gipfeln“) in Anhui gilt als Wahrzeichen und Verkörperung der chinesischen Kultur. Xu Xiake, Geograph der Ming-Dynastie, sagte über den Huang Shan:

„Nach der Besichtigung der fünf Gebirge hat man kein Interesse mehr, andere Berge zu besichtigen. Aber nach der Besichtigung des Gelben Berges ist das Interesse für die fünf Berge auch verloren.“

Die Berggruppe umfasst insgesamt 72 denkwürdige Gipfel, 36 „majestätische und bedrohliche“ und 36 „zierliche und graziöse“ Gipfel.

## Fünf heilige Berge des Daoismus

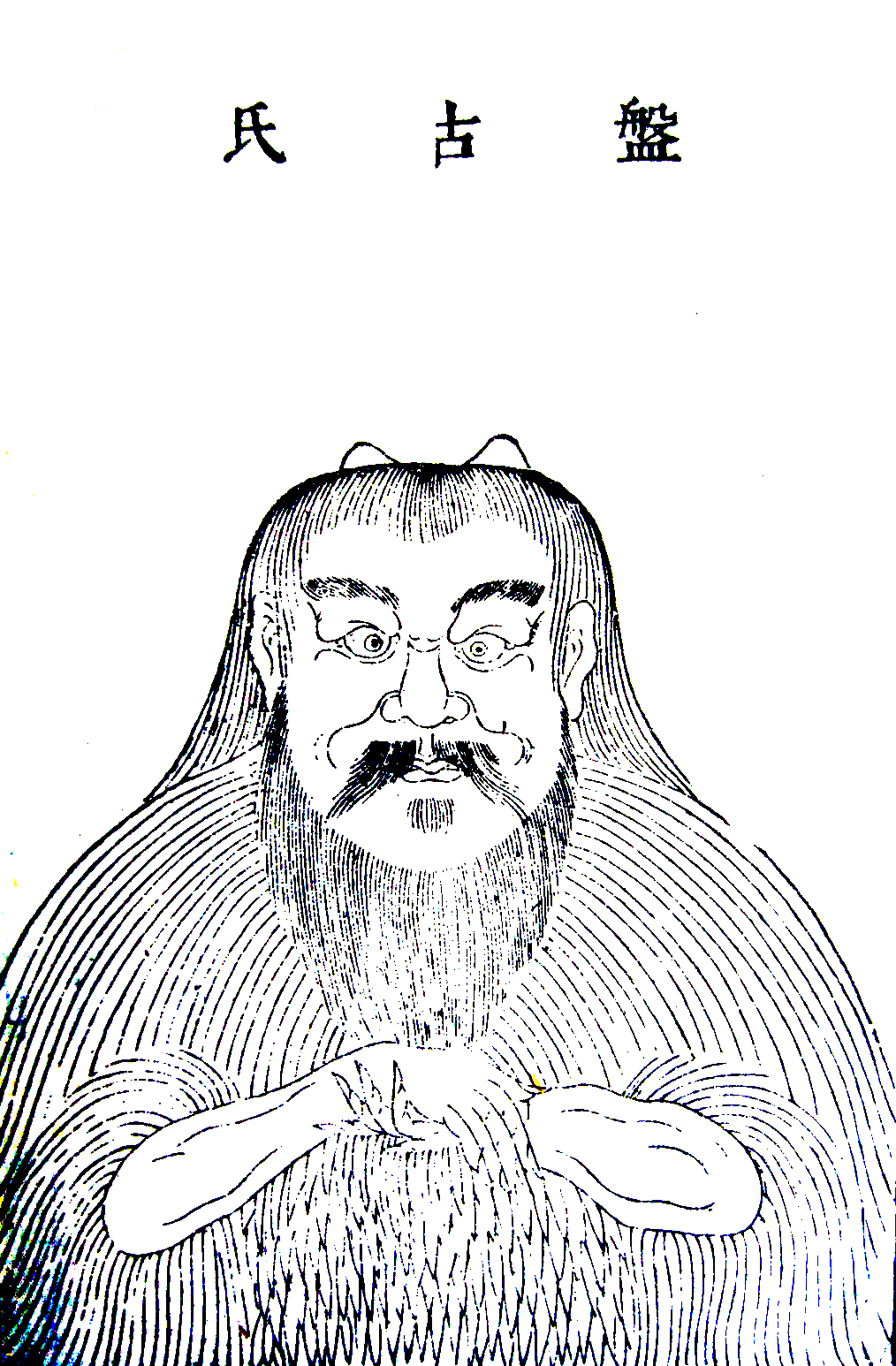
Pangu

Die fünf heiligen Berge des Daoismus, Wuyue (五岳,  Wǔyuè – „Fünf hohen Bergen“, synonym bzw. als grafische Variante in klassischer Schreibweise auch  五嶽) genannt, sind:
| Bild | Berg      | Zeichen   | Provinz  | Himmelsrichtung                                               |
| ---- | --------- | --------- | -------- | ------------------------------------------------------------- |
|      | Tai Shan  | 泰山      | Shandong | Großer Östlicher Gipfel 東岳 / 东岳, klassisch: 東嶽 Dōng Yuè |
|      | Heng Shan | 衡山      | Hunan    | Großer Südlicher Gipfel 南岳, klassisch: 南嶽 Nán Yuè         |
|      | Song Shan | 嵩山      | Henan    | Großer Mittlerer Gipfel 中岳, klassisch: 中嶽 Zhōng Yuè       |
|      | Hua Shan  | 華山 华山 | Shaanxi  | Großer Westlicher Gipfel 西岳, klassisch: 西嶽 Xī Yuè         |
|      | Heng Shan | 恆山 恒山 | Shanxi   | Großer Nördlicher Gipfel 北岳, klassisch: 北嶽 Běi Yuè        |

Nach der chinesischen Mythologie waren die Fünf Gipfel der Kopf und die Glieder Pangus (盤古 / 盘古,  Pángǔ), dem ersten Lebewesen nach der chinesischen Mythologie. Die fünf heiligen Berge des Daoismus sind zudem den Himmelsrichtungen zugeordnet, die um eine weitere, „die Mitte“, ergänzt wurde, da sich das Alte China als „Reich der Mitte“ ansah. Auch in der Fünf-Elemente-Lehre sind die Berge den Himmelsrichtungen entsprechend je einem Element zugeordnet.
Berge als Namensgeber für daoistische Schulen
Schulen (派,  pai) des Daoismus, die nach dem Sitz ihrer Schulen in den Bergen bzw. Gebirgen oder ähnlichen benannt worden sind:
- Longmen-Schule (龍門派 / 龙门派,  Lóngmén Pài)
- Laoshan-Schule (嶗山派 / 崂山派,  Láoshān Pài)[2]
- Suishan-Schule (隨山派 / 随山派,  Suíshān Pài)[3]
- Yuxian-Schule bzw. Yushan-Schule (遇仙派,  Yùxiān Pài bzw. 遇山派,  Yùshān Pài)
- Huashan-Schule (華山派 / 华山派,  Huáshān Pài)
- Yushan-Schule (嵛山派,  Yúshān Pài)
- Laohuashan Pai (老華山派 / 老华山派,  Lǎohuáshān Pài)
- Heshan-Schule (鶴山派 / 鹤山派,  Hèshān Pài)
- Huoshan-Schule (Anhui) (霍山派,  Huòshān Pài)
- Wudang-Schule (武當派 / 武当派,  Wǔdàng Pài)

## Vier heilige Berge des Buddhismus
Die vier heiligen Berge des Buddhismus, Sida Fojiao Mingshan (四大佛教名山,  Sìdà Fójiào Míngshān – „Vier große berühmte buddhistische Berge“), sind:
| Bild | Berg        | Zeichen       | Provinz  | Metall | Gottheit            |
| ---- | ----------- | ------------- | -------- | ------ | ------------------- |
|      | Wutai Shan  | 五臺山 五台山 | Shanxi   | Gold   | Wenshu 文殊         |
|      | Putuo Shan  | 普陀山        | Zhejiang | Silber | Guanyin 觀音 / 观音 |
|      | Emei Shan   | 峨嵋山        | Sichuan  | Bronze | Puxian 普賢 / 普贤  |
|      | Jiuhua Shan | 九華山 九华山 | Anhui    | Eisen  | Dizang 地藏         |

Diese vier Berge werden auch mit vier Metallen gleichgesetzt: „Jīn Wǔtái, Gold-Wutai“ (金五臺 / 金五台), „Yín Pǔtuó, Silber-Putuo“ (銀普陀 / 银普陀), „Tóng Éméi, Kupfer-Emei“ (銅峨嵋 / 铜峨嵋), und „Tiě Jiǔhuá, Eisen-Jiuhua“ (鐵九華 / 铁九华).
Jedem der vier Berge ist zudem eine buddhistische Gottheit zugeordnet: am Wutai Shan wird der Bodhisattva Manjushri / Wenshu (文殊,  Wénshū) verehrt, am Putuo Shan die weibliche Erscheinungsform der Bodhisattva Avalokiteshvara / Guanyin (觀音 / 观音,  Guānyīn), am Emei Shan ist es der Bodhisattva Samantabhadra / Puxian (普賢 / 普贤,  Pǔxián) und am Jiuhua Shan der Bodhisattva Ksitigarbha / Dizang (地藏,  Dìzàng).
Der Putuo Shan nimmt dabei ebenso auf den buddhistischen Avalokiteśvara-Mythos des mythischen Bergs Potala Bezug wie der Mar‑po‑ri („Roter Berg“) von Lhasa, Standort des Potala-Palastes.

## Weitere religiöse Zentren
Religiöse Zentren sind auch das Wutai-Gebirge (五臺山 / 五台山,  Wǔtái Shān) bei Wutai in der Provinz Shanxi und der Lu Shan (廬山 / 庐山,  Lú Shān – „Berg der Einsiedlerhütte“) bei Jiujiang in Jiangxi, der als besonders ehrfurchtgebietend gilt, ebenso wie die Berge von Guilin (桂林,  Guìlín) am Li-Fluss, das nach Peking meistbesuchte touristische Ziel Chinas.